# Roodrugijsvogel
De roodrugijsvogel (Todiramphus pyrrhopygius) is een endemische ijsvogelsoort die alleen voorkomt in Australië. Pyrrhopygia is afgeleid van de Oudgriekse woorden πυρρός, vlammend rood en πυγή, achterste (in dit geval stuit).

## Herkenning
De roodrugijsvogel is een middelgrote ijsvogel die 19,5 tot 24 centimeter lang is. Hij is niet zo contrastrijk als andere ijsvogels. Van boven bleek blauw, met een zwarte oogstreep en een groenblauwe kruin met zwarte streepjes. Kenmerkend is oranje tot bruin gekleurde rug en stuit. Verder heeft de ijsvogel een brede witte kraag en is vuilwit op de borst en buik.

## Verspreiding en leefgebied
Deze ijsvogel is een typische bewoner van de meer droge gebieden. Hij komt door heel Australië voor, vooral in het binnenland, nabij verschillende typen graslanden, heuvelig gebied met scrubland, half open bebost gebied en boomaanplantingen langs waterlopen. Komt alleen voor nabij water om daar in zandige taluds een nesthol in te graven.
De roodrugijsvogel ontbreekt op Tasmanië en in de kuststrook in het zuiden van het land.

## Status
De kans op de status  kwetsbaar (voor uitsterven) uiterst gering omdat de vogel voorkomt in een groot gebied. De grootte van de populatie is niet gekwantificeerd, maar de aantallen nemen mogelijk toe, hoewel de vogel schaars verdeeld over het hele land voorkomt. Om deze redenen staat roodrugijsvogel als niet bedreigd op de Rode Lijst van de IUCN.